# IC 4281
IC 4281 — галактика типу S? (спіральна галактика) у сузір'ї Гідра.
Цей об'єкт міститься в оригінальній редакції індексного каталогу.